# Čeláre
Čeláre, do roku 1948 Čeláry (maďarsky Cselár nebo Csalár) jsou obec na Slovensku v okrese Veľký Krtíš v blízkosti maďarských hranic. Místní část obce se nazývá Kirť.

## Poloha
Obec Čeláre leží v Ipeľské kotlině na pravém břehu řeky Ipeľ. Nadmořská výška ve středu obce je 160 m n. m. V katastru obce je nadmořská výška 147–281 m n. m. Rozloha obce je 12,52 km2.

## Historie
První písemná zmínka o obci pochází již z roku 1262, důkazy o lidské činnosti však svědčí o jejím starším původu. V období feudalismu patřilo území různým pánům. V letech byla okupována 1554–1593 Osmanskou říší. V letech 1938–1944 obec byla připojena k Maďarsku. V roce 1948 zde založili Ipeľské vinařské družstvo.

## Památky
- římskokatolický kostel sv.Michala archanděla, z roku 1797[7]
- vinařský sklep, z 19. století[7]
- zámeček Čeláre, z roku 1770 (kulturní památka)[7]
- zámeček Kirť, slouží jako ústav sociální péče; u zámečku je anglický park[7]

## Osobnosti
- Aladár Zsélyi (1883–1914). aviatik, je zde pohřben